# Тодор Белоглавов
Тодор Белоглавов е български просветен деец от Македония.

## Биография
Белоглавов е роден в 1869 година в Щип, тогава в Османската империя. През 1889 година завършва първия випуск на педагогическото отделение на Солунската мъжка гимназия. Отдава се на учителската професия и работи като учител в Кратово, когато главен учител в града е Антон Тошев. За периода му в Кратово е описан:
| „ | Тодор Белоглавов и Антон Иванов — и двамата с еднакво добър такт и умение водят обучението, първият в III-то отделение в централното училище, а вторият — слетите отделения в Царина махала. | “ |